# SCAT航空760便墜落事故
SCAT航空760便墜落事故（SCATこうくう760びんついらくじこ）は2013年1月29日にカザフスタンのコクシェタウ発アルマトイ行きの国内定期旅客便、SCAT航空760便（機材：ボンバルディア CRJ200）が濃霧の中クィズィルツ付近に墜落し、搭乗していた乗客16人乗員5人全員が死亡した事故である。

## 事故の経緯

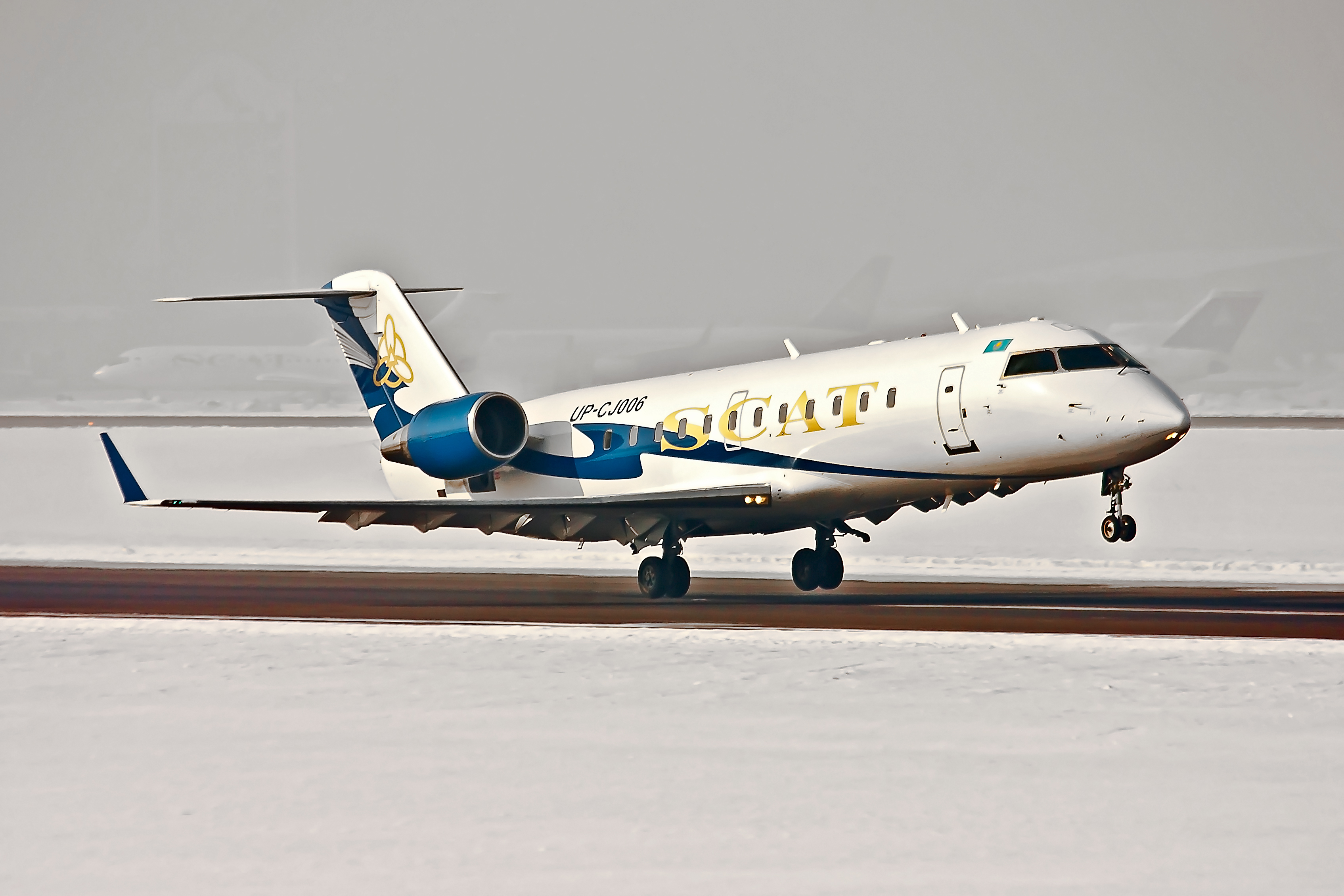
墜落の3週間前に撮影された事故機

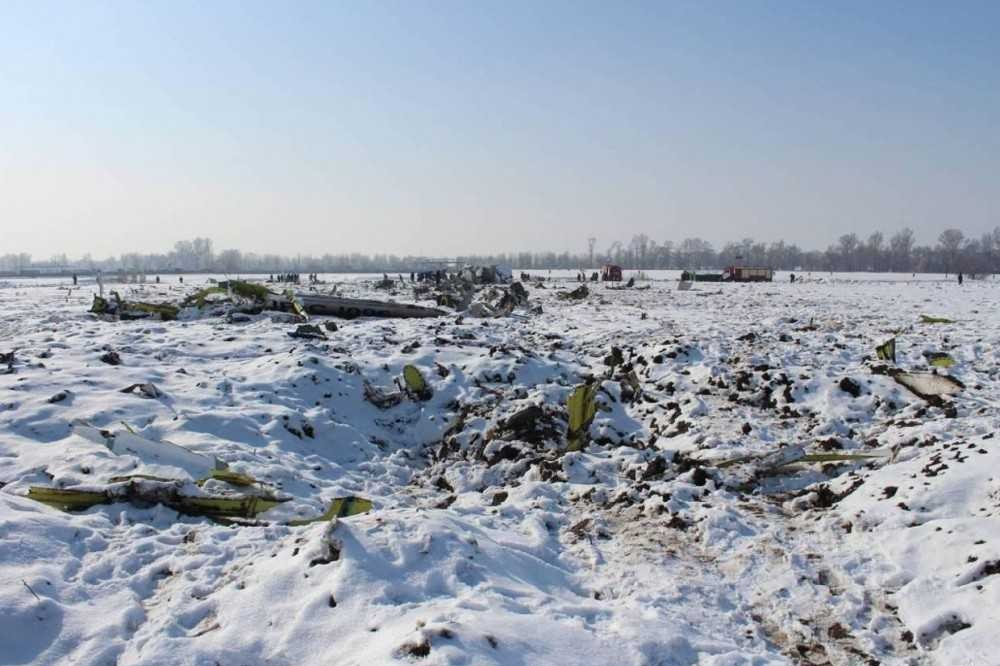
墜落現場

現地時間11時19分、760便はコクシェタウ空港を離陸した。12時00分、パイロットはアルマトイ管制と交信し、滑走路23Rの視程が200mまで低下していることを知らされた。40分後、パイロットは8,000フィート (2,400 m)までの降下を許可された。機長は悪天候によってストレスを感じていた。12時57分、管制官は
1,600mまでの降下を許可され、機長は降下を開始した。気象条件が回復しないため、機長はさらに苛立っていった。13時10分、180mの高度でパイロットは着陸復航開始した。復航モードが起動されてからしばらくの間、パイロットは操縦桿を操作しなかった。4秒後、機長は操縦桿を前方へ押し込んだ。ピッチ角が-9度になり、EGPWSが作動したが、機長はさらに操縦桿を押した。機体は毎秒20-30mの降下率で空港から1kmのクィズィルツ村付近の地表に激突した。搭乗していた乗客16人乗員5人全員が死亡した。

## 事故調査
事故原因を調査すべく事故発生後すぐにセリク・アフメトフ首相の命令により、カザフスタンのバクィトジャン・サギンタエフ第一副首相が率いる事故調査委員会が設置された。
アルマトイのマウレン・ムカシェフ (Maulen Mukashev) 副市長は墜落現場を訪れ、記者団に暫定的な事故原因は悪天候であると述べた。また、ムカシェフ氏は機体は原形をとどめていなかったとも述べた。
2015年3月2日、国家間航空委員会（MAK）のウェブサイトで最終報告書が公表された。報告書では、機体が急降下した原因は断定不能だったが、着氷やウインドシアなどの外的要因が影響した証拠は発見できなかったと述べた。また、機器が故障していたという証拠も見つからなかった。MAKは事故要因としてクルー・リソース・マネジメントの欠如や空間識失調などを挙げた。